# Jag är med barn
Pour plus de détails, voir Fiche technique et Distribution.
Jag är med barn est un film suédois réalisé par Lasse Hallström et sorti en 1979.

## Fiche technique
- Titre original : Jag är med barn
- Titre anglais : Father to Be
- Réalisateur : Lasse Hallström
- Durée :
- Date de sortie : 1979

## Distribution
- Magnus Härenstam : De unga älskande - Bosse
- Anki Lidén : De unga älskande - Lena
- Micha Gabay : Den avskyvärde kompisen
- Lis Nilheim : Sekreterare
- Gösta Engström : Kalle
- Ulf Brunnberg : Björn
- Lars Amble : Åke, reklambyråchef
- Lars Göran Carlsson : Reklamman
- Barbro Hiort af Ornäs : Greta, sjuksyster
- Stig Ossian Ericson : Reklamfilmsregissör
- Gunilla Thunberg : Expedit i bokhandel
- Lillemor Ohlsson : Reklamfilmstjej
- Mats Arehn : Reklamfilmskund
- Lars Lennartsson : Äldre herre på restaurang
- Torbjörn Ehrnvall : Reklamman
- Hans Harnesk : Kille i Victoria-kön (comme Hasse Harnesk)
- Jan Halldoff : Kändis som går före i Victoria-kön (comme Janne Halldoff)
- Kerstin Bagge : Tjej i Victoria-kön
- Rune Söderqvist : Reklamman
- Billy Gustavsson : Reklamman
- Tomas Löfdahl : Reklamman
- Arne Andersson : Reklamman

Non crédités :
- Marie Forså : Kvinna i badkar
- Christer Jonsson : Reklamman
- Christina Moheden : Sekreterare
- Olle Nordemar : Reklamkund
- Per-Olof Ohlsson : Reklamkund
- Cecilia Orlando-Willberg : Flicka på gymnastiklektion